# DHF's Landspokalturnering 2006/07
DHF's landspokalturnering i 2007 var den 44. udgave af DHF's Landspokalturnering.

## Mænd

### 1/8-finaler
Otte hold fra Jylland og otte hold fra Østdanmark (inkl. Fyn) havde kvalificeret sig til 1/8-finalerne.
| Dato     | Hjemmehold            | Udehold               | Resultat |
| -------- | --------------------- | --------------------- | -------- |
| 30.08.07 | Albertslund/Glostrup  | Elite 3000 Helsingør  | 28-29    |
| 04.09.07 | Lemvig Håndbold       | Nordsjælland Håndbold | 22-26    |
| 05.09.07 | Fredericia HK 1990    | Team Tvis Holstebro   | 29-25    |
| 05.09.07 | Stoholm Håndbold      | GOG Svendborg TGI     | 23-35    |
| 07.09.07 | Team Sydhavsøerne     | Århus GF              | 25-36    |
| 07.09.07 | KIF Kolding           | Ajax Heroes           | 38-31    |
| 08.09.07 | TMS, Ringsted         | HC Midtjylland        | 28-24    |
| 09.09.07 | Bjerringbro/Silkeborg | FCK Håndbold          | 42-34    |

### 1/4-finaler
Her deltog de otte vinderhold fra 1/8-finalerne
| Dato     | Hjemmehold            | Udehold              | Resultat |
| -------- | --------------------- | -------------------- | -------- |
| 10.10.07 | Bjerringbro/Silkeborg | Århus GF             | 42-34    |
| 15.10.07 | Fredericia HK 1990    | Elite 3000 Helsingør | 33-25    |
| 30.10.07 | TMS, Ringsted         | KIF Kolding          | 29-32    |
| 31.10.07 | Nordsjælland Håndbold | GOG Svendborg TGI    | 25-36    |

### Semifinaler
Her deltog de fire vinderhold fra kvartfinalerne
| Dato     | Hjemmehold        | Udehold               | Resultat |
| -------- | ----------------- | --------------------- | -------- |
| 01.12.07 | KIF Kolding       | Fredericia HK 1990    | 26-24    |
| 01.12.07 | GOG Svendborg TGI | Bjerringbro/Silkeborg | 31-27    |

### Finale
Her deltog de to vinderhold fra semifinalerne. Finalen blev spillet i NRGi Arena i Århus.
| Dato     | Hjemmehold  | Udehold           | Resultat |
| -------- | ----------- | ----------------- | -------- |
| 29.12.07 | KIF Kolding | GOG Svendborg TGI | 28-23    |

## Kvinder

### 1/8-finaler
Otte hold fra Jylland og otte hold fra Østdanmark (inkl. Fyn) havde kvalificeret sig til 1/8-finalerne.
| Dato     | Hjemmehold           | Udehold           | Resultat |
| -------- | -------------------- | ----------------- | -------- |
| 22.08.07 | Slagelse DT          | KIF Vejen         | 23-24    |
| 23.08.07 | Elite 3000 Helsingør | Viborg HK         | 17-40    |
| 26.08.07 | Frederikshavn Fox    | FCK Håndbold      | 26-35    |
| 28.08.07 | Roskilde Håndbold    | Aalborg DH        | 32-41    |
| 04.09.07 | Ringkøbing Håndbold  | GOG Svendborg TGI | 15-35    |
| 04.09.07 | Silkeborg-Voel KFUM  | SK Århus          | 16-34    |
| 05.09.07 | Ajax København       | Randers HK        | 11-49    |
| 05.09.07 | TMS, Ringsted        | Lyngby HK         | 21-26    |

### 1/4-finaler
Her deltog de otte vinderhold fra 1/8-finalerne
| Dato     | Hjemmehold   | Udehold    | Resultat |
| -------- | ------------ | ---------- | -------- |
| 06.09.07 | KIF Vejen    | Randers HK | 28-24    |
| 09.09.07 | FCK Håndbold | Lyngby HK  | 44-20    |
| 07.09.07 | Aalborg DH   | Viborg HK  | 27-41    |
| 24.09.07 | GOG          | SK Århus   | 25-23    |

### Semifinaler
Her deltog de fire vinderhold fra kvartfinalerne
| Dato     | Hjemmehold   | Udehold   | Resultat |
| -------- | ------------ | --------- | -------- |
| 13.10.07 | Viborg HK    | KIF Vejen | 35-28    |
| 14.10.07 | FCK Håndbold | GOG       | 25-16    |

### Finale
Her deltog de to vinderhold fra semifinalerne. Finalen blev spillet i NRGi Arena i Århus.
| Dato     | Hjemmehold | Udehold      | Resultat |
| -------- | ---------- | ------------ | -------- |
| 29.12.07 | Viborg HK  | FCK Håndbold | 27-21    |